# Geografie Španělska
Španělsko je přímořský stát v jihozápadní Evropě.
Zaujímá přibližně 84 % rozlohy Pyrenejského poloostrova, který sdílí s Portugalskem, Andorrou a Gibraltarem. Gibraltar je zámořské území Spojeného království.
Španělsku patří také souostroví Baleáry (španělsky Islas Baleares) ve Středozemním moři a Kanárské ostrovy (Islas Canarias) v Atlantském oceánu, dvě městské exklávy v severní Africe Ceuta a Melilla a Španělské severoafrické državy (Plazas de Soberanía en el Norte de Africa) [zdroj?], které se skládají z pěti malých ostrovů při marockém pobřeží.
Španělsko má rozlohu 504 782 km², z toho 499 542 km² tvoří souš a 5240 km² voda.
Španělsko je z 88 % ohraničeno mořem (délka pobřeží činí 4964 km) a zbývajících 12 % tvoří pozemní hranice (1917,8 km).
Na severu, severozápadě a jihozápadě je omýváno Atlantským oceánem (Biskajským zálivem na severu a Cádizským zálivem na jihozápadě) a na jihu a na východě od Gibraltarského průlivu po Pyreneje Středozemním mořem.
Gibraltarský průliv odděluje Španělsko a celou Evropu od severní Afriky a v nejužším místě má šířku 13 km.
Španělsko má pozemní hranici s Francií (623 km) a s Andorrou (63,7 km), která prochází Pyrenejemi na severovýchodě, s Portugalskem (1214 km) na západě a s Gibraltarem (1,2 km) v blízkosti nejjižnějšího cípu poloostrova.
Autonomní města Ceuta a Melilla mají pozemní hranice s Marokem (Ceuta 6,3 km a Melilla 9,6 km).

## Přírodní poměry

### Povrch
Jádro pevninského Španělska tvoří centrální náhorní plošina, známá jako Meseta, která je ze severní, jižní, východní a částečně i západní strany obklopena horami.
Touto náhorní plošinou prochází několik horských systémů, které jsou nižší než okrajová pohoří.
Kromě náhorních plošin a pohoří má Španělsko úzké pobřežní nížiny a několik nížinatých údolí řek, z nichž největší je Andaluská nížina (též Betická nížina).
Zemi lze rozdělit na deset přírodních regionů či subregionů: Meseta Central, Kantaberské pohoří a severozápadní region, Iberské pohoří, Pyreneje, Betická Kordillera, Andaluská nížina, údolí řeky Ebro, pobřežní nížiny, Baleárské ostrovy a Kanárské ostrovy.
Tyto regiony se obvykle dělí do čtyř skupin: Meseta Central a přilehlá pohoří, ostatní horské oblasti, nížiny a ostrovy.

#### Meseta a přilehlá pohoří

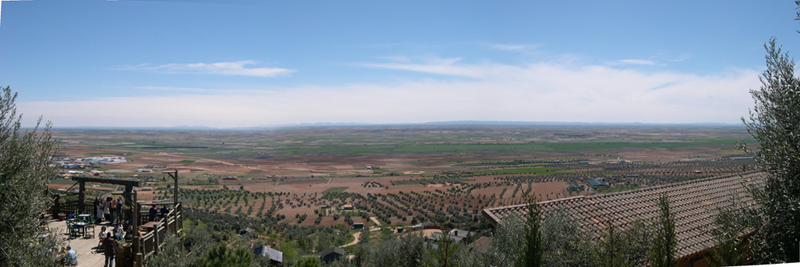
Panoramatický snímek Mesety Central (Jižní submeseta)

Meseta je rozlehlá náhorní plošina s průměrnou nadmořskou výškou 700 m , která tvoří centrální část pevninského Španělska.
Je obklopena horami a mírně se svažuje k západu k hranici s Portugalskem.
Prochází jí Kastilské pohoří neboli Centrální kordillera (Sistema Central neboli Cordillera Central), označované jako „páteř“ Mesety Central, a rozděluje Mesetu Central na Severní a Jižní submesetu.
Severní submeseta, zvaná též Starokastilská tabule, má větší nadmořskou výšku a menší rozlohu než Jižní submeseta, zvaná též Novokastilská tabule.
Kastilské pohoří dosahuje na sever od Madridu nadmořské výšky přes 2400 m a jeho nejvyšší vrchol, Pico Almanzor s nadmořskou výškou 2592 m, se nachází západně od hlavního města.
Západní části Kastilského pohoří, které zasahují i do Portugalska, nesou stopy zalednění a jejich vrcholky jsou po většinu roku pokryty sněhem.
Navzdory své výšce tento horský systém netvoří výraznější bariéru mezi severní a jižní částí Mesety Central, neboť několik průsmyků umožnilo vybudování silničního a železničního spojení.
Jižní část Mesety dále rozděluje dvojice pohoří – Montes de Toledo na západě a Sierra de Guadalupe na východě.
Jejich vrcholy přesahují výšku 1500 m.
Díky četným snadno prostupným průsmykům tato pohoří nepředstavují překážku pro dopravu a komunikaci.
Oba horské hřbety jsou odděleny od Kastilského pohoří na severu řekou Tajo.
Horské regiony obklopující Mesetu jsou Sierra Morena, Kantaberské pohoří (Cordillera Cantábrica) a Iberské pohoří (Sistema Ibérico).
Sierra Morena, která vymezuje jižní okraj Mesety Central, navazuje na východě na jižní výběžek Iberského pohoří a táhne se podél severního okraje údolí řeky Guadalquivir k západu, kde se spojuje s horami jižního Portugalska.
Směrem k severu dosahuje Sierra Morena k řece Guadiana.
Navzdory nevelké nadmořské výšce, jen výjimečně přesahující 1300 m, je Sierra Morena skalnatá.
Kantaberské pohoří je vápencové a ohraničuje Mesetu Central na severu.
Táhne se podél pobřeží Biskajského zálivu, ke kterému se strmě svažuje.
Jeho nejvyšší vrchol je Torre de Cerredo (2648 m n. m.), který je součástí hřbetu Picos de Europa.
Iberské pohoří se táhne od Kantaberského pohoří směrem k jihovýchodu a odděluje Mesetu Central od údolí Ebra.
Jeho východní část se rozkládá mezi řekami Ebro a Júcar.
Neúrodné a skalnaté svahy tohoto horského masivu zaujímají plochu přibližně 21 000 km².
Jeho nadmořská výška přesahuje 2000 m v severní části a nejvyšším vrcholem je Moncayo (2313 m n. m.) východně od pramene řeky Duero.
Velmi prudké svahy tohoto pohoří jsou často přerušovány hlubokými a úzkými soutěskami.

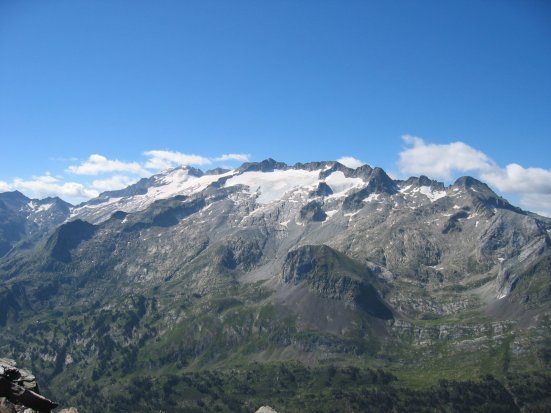
Pico de Aneto (Pyreneje)

#### Ostatní horské regiony
Odděleně od Mesety se nacházejí pohoří Pyreneje na severovýchodě a Betická Kordillera na jihovýchodě.
Pyreneje se táhnou v délce přibližně 450 km od východního okraje Kantaberského pohoří ke Středozemnímu moři a tvoří výraznou bariéru a přirozenou hranici mezi Španělskem a Francií.
Doprava je snadná v relativně nižších polohách na východním a západním okraji pohoří, kde státní hranici překonávají mezinárodní silnice a železnice.
Střední část Pyrenejí je však těžko prostupná.
Vrcholy na některých místech přesahují výšku 3000 m n. m. a nejvyšší z nich, Pico de Aneto, má nadmořskou výšku 3404 m.
Pyreneje nesou stopy pleistocénského zalednění a v nejvýše položených částech se dodnes nacházejí menší karové ledovce, které jsou však na ústupu.
Betická Kordillera se táhne od nejjižnějšího cípu poloostrova směrem k severovýchodu podél jižního pobřeží a spojuje se s jižním výběžkem Iberského pohoří a s východním výběžkem Sierry Moreny.
Nejvyšších nadmořských výšek dosahuje tento horský systém v masivu Sierra Nevada na jihovýchod od Granady, kde se nachází i nejvyšší hora Pyrenejského poloostrova Mulhacén s nadmořskou výškou 3478 m. Výšku 3000 m překonávají i další vrcholy tohoto horského hřebenu.

#### Nížiny
Hlavní španělské nížiny jsou Andaluská nížina (též Betická nížina) na jihozápadě, pánev řeky Ebro na severovýchodě a pobřežní nížiny.
Při portugalské hranici se nacházejí menší nížiny v údolích řek Tajo a Guadiana.
Andaluskou nížinu tvoří široké údolí řeky Guadalquivir.
Tato nížina je na severu lemována Sierrou Morenou a na jihu Betickou kordillerou. Zužuje se a má vyšší nadmořskou výšku směrem k východu, kde se tato pohoří sbíhají.
Pánev řeky Ebro je tektonická sníženina, obklopená téměř ze všech stran horami – na jihu a na západě Iberským pohořím, na severu Pyrenejemi a na východě Katalánskou pobřežní kordillerou.
Pobřežní nížiny jsou úzké pruhy mezi pobřežními pohořími a mořem.
Pobřežní nížina je nejširší podél zálivu Golfo de Cádiz, kde přechází v Andaluskou nížinu, a v jižní a střední části východního pobřeží.
Nejužší pobřežní nížina se táhne podél Biskajského zálivu, kde blízko pobřeží končí Kantaberské pohoří.

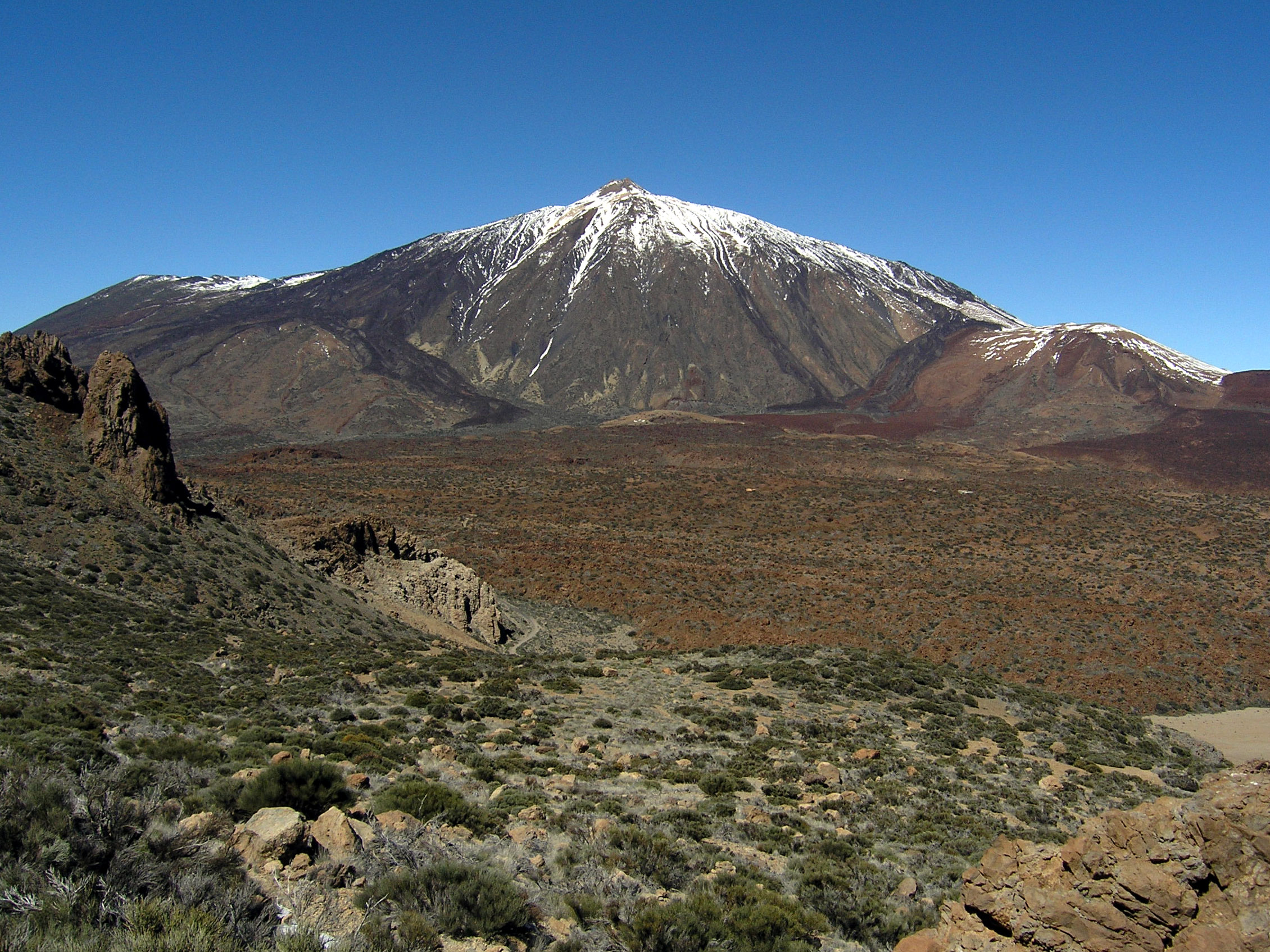
Pico del Teide

#### Ostrovy
Hlavními španělskými souostrovími jsou Baleárské ostrovy ve Středozemním moři a Kanárské ostrovy v Atlantském oceánu.
Baleáry mají rozlohu přibližně 5000 km² a nacházejí se 80 km od střední části východního pobřeží.
Hory, které vystupují nad mořskou hladinu a vytvářejí toto souostroví, jsou pokračováním Betické Kordillery.
Nejvyšší vrcholy souostroví s nadmořskou výškou přes 1400 m se nacházejí v blízkosti pobřeží v severozápadní části Mallorky.
Centrální část Mallorky tvoří nížina, lemovaná na východě a jihovýchodě rozeklanými kopci.
Kanárské ostrovy, vzdálené 90 km od západoafrického pobřeží, jsou sopečného původu.
Nejvyšší vrcholy se nacházejí na větších ostrovech uprostřed souostroví (Gran Canaria a Tenerife); na Gran Canarii dosahují výšky 1950 m a na Tenerife se nachází nejvyšší hora Španělska, nečinná sopka Pico del Teide s nadmořskou výškou 3715 m.

### Podnebí
Pevninské Španělsko má tři typy podnebí: kontinentální, oceánické a středomořské.
Kontinentální podnebí převládá na většině španělského území, zejména na Mesetě Central, v přilehlých horách na jihu a na východě a v pánvi řeky Ebro.
Charakterizují jej velké teplotní rozdíly mezi dnem a nocí i mezi ročními obdobími, nízký úhrn a nepravidelnost srážek a vysoký výpar.
Roční úhrn srážek se vesměs pohybuje mezi 300 a 640 mm a na většině Mesety kolem 500 mm. Severní Meseta, Kastilské pohoří a pánev řeky Ebro mají dvě období dešťů, jedno na jaře (duben – červen) a druhé na podzim (říjen – listopad), přičemž nejdeštivějším obdobím roku bývá pozdní jaro.
Také jižní část Mesety má jarní a podzimní deštivé období, avšak jarní přichází dříve (v březnu) a podzimní je deštivější než jarní.
Srážky jsou nepravidelné i během deštivých období.
Kontinentální zimy jsou chladné (-1 °C) se silnými větry a vysokou vlhkostí vzduchu navzdory nízkým srážkám.
Mimo horské regiony je severní podhůří Iberského pohoří nejchladnější oblastí s častými mrazy.
Léta jsou teplá a bezoblačná a průměrná denní teplota dosahuje 21 °C na severní Mesetě a 24–27 °C na jižní Mesetě; noční teploty se pohybují mezi 7 a 10 °C.
Pánev řeky Ebro má vzhledem k nižší nadmořské výšce velmi horká léta a teploty zde mohou přesáhnout 43 °C.
Vlhkost vzduchu v létě je na Mesetě Central a v pánvi řeky Ebro nízká, s výjimkou břehů Ebra, kde je naopak vysoká.

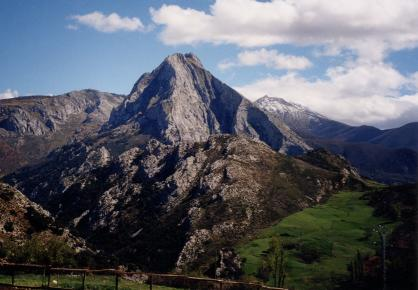
Peña Ventosa (Kantaberské pohoří)

Oceánské podnebí převažuje v severní části země táhnoucí se od Pyrenejí k severozápadní části poloostrova a označované také jako „zelené Španělsko“.
Charakterizují jej poměrně mírné zimy, teplá, ale ne horká léta a vesměs vydatné srážky po celý rok.
Teplotní výkyvy jsou mírné jak mezi dnem a nocí, tak mezi ročními obdobími.
Vliv oceánu však slábne ve vnitrozemí, kde jsou teplotní rozdíly větší a teploty se mohou oproti pobřeží lišit o 9–18 °C.
Vzdálenost od oceánu také ovlivňuje množství srážek a na východě jsou srážky nižší než na západě.
Nejdeštivějším obdobím je podzim (říjen až prosinec) a nejsušším měsícem je červenec.
Vysoká vlhkost vzduchu a převažující větry od oceánu vytvářejí při severozápadním pobřeží časté mlhy, které jsou však méně časté již v malé vzdálenosti od pobřeží díky horám, které zadržují vlhký mořský vzduch.
Oblast se středomořským podnebím se táhne přibližně od Andaluské nížiny podél jižního a východního pobřeží k Pyrenejím, a to na přímořské straně pohoří lemujících pobřeží.
Srážky jsou v této oblasti nízké, často nedostatečné a nepravidelné a jsou častější na konci podzimu a v zimě.
Teploty jsou zde obvykle vyšší v zimě i v létě a teplotní rozdíly mezi dnem a nocí jsou menší než v oblasti s kontinentálním podnebím.
Průměrné lednové teploty se na většině území španělského Středomoří pohybují mezi 10 a 13 °C a v severovýchodní části kolem Barcelony jsou nižší (9 °C).
Ve vnitrozemské části Andaluské nížiny jsou zimní teploty poněkud nižší než na pobřeží.
V červenci a srpnu se teploty pohybují mezi 22 a 27 °C na pobřeží a mezi 29 a 31 °C směrem do vnitrozemí.
Vlhkost vzduchu je nízká.
Na podnebí středomořské oblasti má vliv horký a suchý vítr „leveche“, který vane z východu nebo jihovýchodu, nejčastěji na jaře, a má původ v severní Africe.
Tento vítr někdy přináší jemný prach.
Dalším větrem je „levante“, který je chladnější a vane od východu mezi Betickou kordillerou a pohořím Atlas v severní Africe.

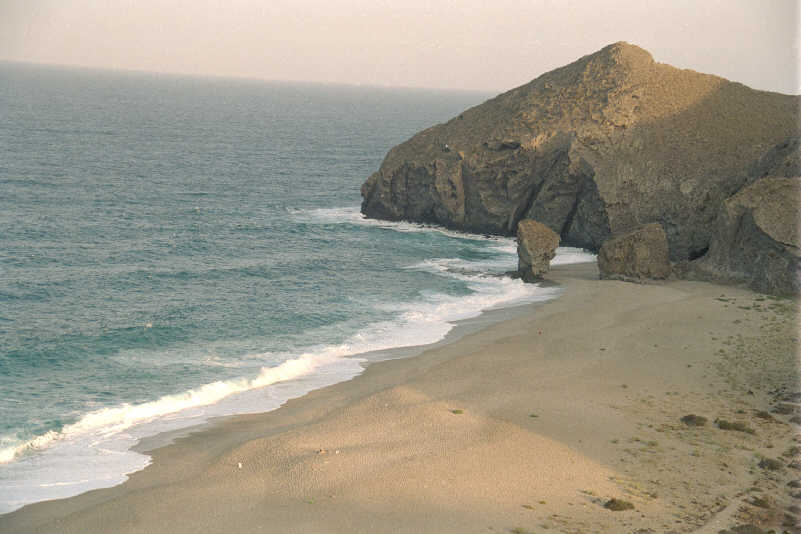
Playa de los Muertos v národním parku Cabo de Gata

Kromě tří hlavních typů klimatu uvedených výše existuje několik výjimek:
- Semiaridní klima zcela na jihovýchodě (větší část provincií Alicante, Murcia a Almería): Léta zde jsou velmi horká a zimy mírné až chladné. Tato oblast je velice suchá a má téměř polopouštní charakter. Národní park Cabo de Gata-Níjar je s průměrným ročním úhrnem srážek pouhých 150 mm nejsušším místem Španělska a pravděpodobně i Evropy.
- Nejvyšší část Pyrenejí má alpské podnebí.
- Kanárské ostrovy mají typické subtropické podnebí z hlediska teplot, které jsou mírné a stabilní (18–24 °C) po celý rok. Východní ostrovy jsou polopouštní a sušší než západní a velmi deštivé oblasti se nacházejí v horách na ostrovech La Gomera a La Palma.

| Stanice           | Poloha                   | Zeměpisná šířka | Zeměpisná délka | Nadmořská výška (m) | Srážky (mm) | Teplota (°C) | Počet mrazivých dnů |
| ----------------- | ------------------------ | --------------- | --------------- | ------------------- | ----------- | ------------ | ------------------- |
| Gijón             | Severní pobřeží          | 43°32'18” s. š. | 5°38'31” z. d.  | 3                   | 971         | 13,8         | 8                   |
| Barcelona         | Východní pobřeží (sever) | 41°17'49” s. š. | 2°04'39” v. d.  | 6                   | 640         | 15,5         | 4                   |
| Madrid (Retiro)   | Meseta Central           | 40°24'40” s. š. | 3°40'41” z. d.  | 667                 | 436         | 14,6         | 16                  |
| Alicante          | Východní pobřeží (jih)   | 38°22'00” s. š. | 0°29'40” z. d.  | 82                  | 336         | 17,8         | 1                   |
| Sevilla (Tablada) | Andaluská nížina         | 37°21'55” s. š. | 6°00'30” z. d.  | 8                   | 554         | 18,6         | 2                   |
| Fuerteventura     | Kanárské ostrovy         | 28°27'10” s. š. | 13°51'55” z. d. | 29                  | 105         | 20,4         | 0                   |

### Vodstvo

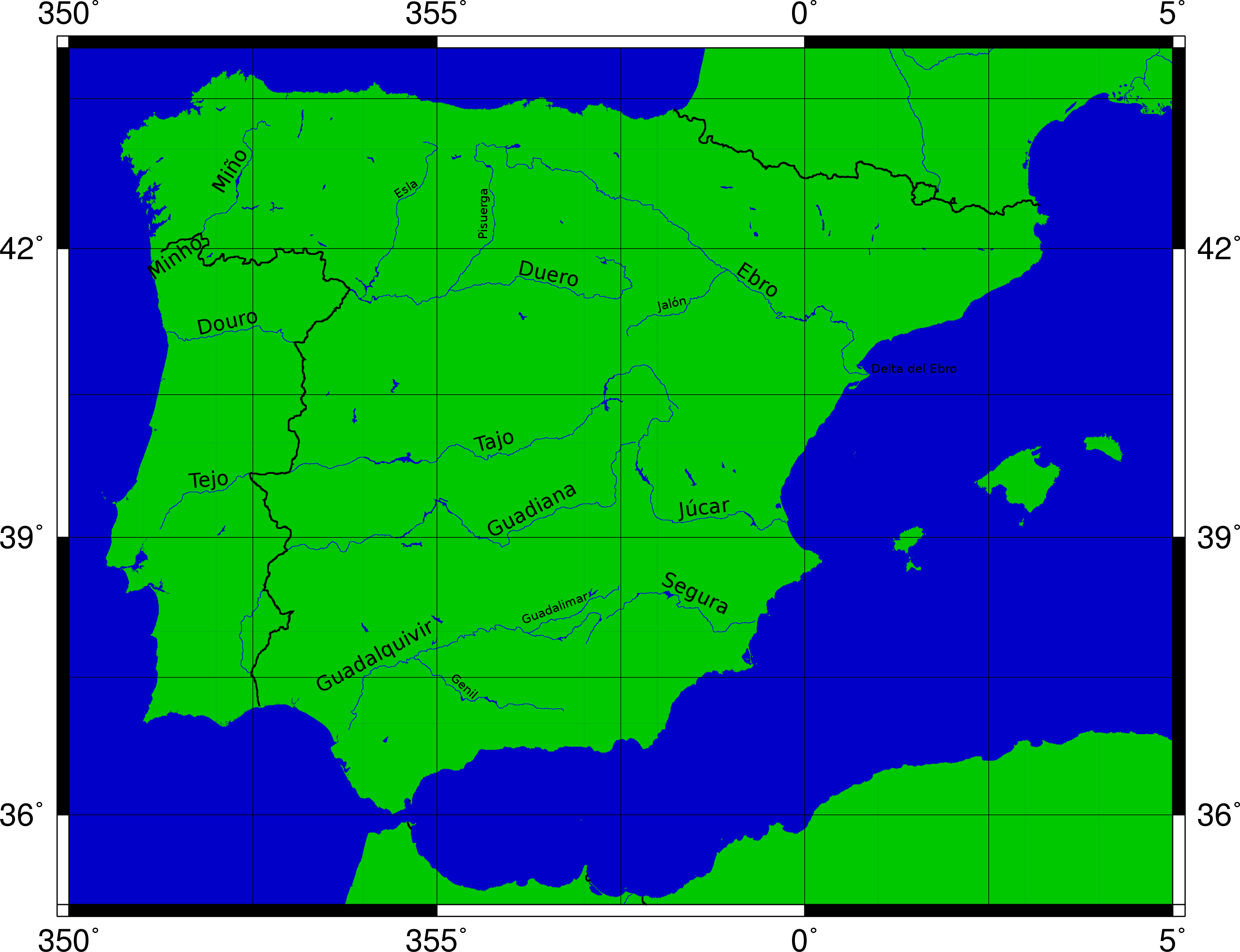
Řeky na Pyrenejském poloostrově

Nejdelší řeka Pyrenejského poloostrova je Tajo (1038 km, z toho 716 km ve Španělsku a 47 km na hranici s Portugalskem) a nejdelší řeka na španělském území je Ebro (910 km).
Ve Španělsku je přibližně 1800 řek a vodních toků, z nichž všechny až na 90 jsou kratší než 96 km.
Tyto kratší řeky mají malý a nepravidelný průtok a jejich koryta sezónně vysychají, avšak v období, kdy mají dostatek vody, jsou často rychlé a prudké.
Sezónní rozdíly v průtocích se zvětšují od severu k jihu.
Většina větších řek pramení v horách, které protínají nebo obklopují Mesetu Central, a teče směrem na západ přes náhorní plošinu a Portugalsko do Atlantského oceánu.
Významnou výjimkou je nejvodnější španělská řeka Ebro, která teče na východ a vlévá se do Středozemního moře.
Řeky na severozápadě a v úzké severní pobřežní nížině se vlévají přímo do Atlantského oceánu.
Severozápadní pobřeží je členité s úzkými zálivy vzniklými zaplavením říčních údolí (rías).
Mezi hlavní řeky tekoucí směrem na západ do Atlantského oceánu patří Duero, Tajo, Guadiana a Guadalquivir.
Guadalquivir je jedna z nejvýznamnějších španělských řek, jednak proto, že zavlažuje úrodné údolí, a vytváří tak dobré podmínky pro zemědělství, a jednak proto, že je ve vnitrozemí splavná a poskytuje Seville spojení s mořem. Sevilla je jediným španělským říčním přístavem využívaným pro zaoceánskou dopravu.
Hlavní řekou severozápadní části Španělska je Miño.

## Socioekonomické poměry

### Obyvatelstvo a sídla

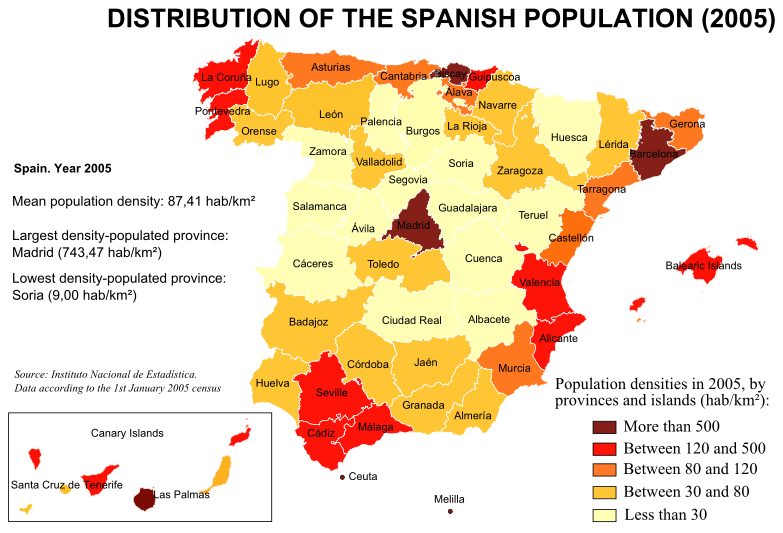
Hustota zalidnění španělských provincií

Španělsko má 44 708 964 obyvatel (2006) a hustota zalidnění je 87,8 obyvatel na km².
Obyvatelstvo je rozloženo nerovnoměrně.
Centrální část země je osídlená řídce a obyvatelstvo se koncentruje na pobřeží; výjimkou je hlavní město Madrid.
Podíl městského obyvatelstva činí 76,7 % (2005).

#### Největší města a metropolitní oblasti

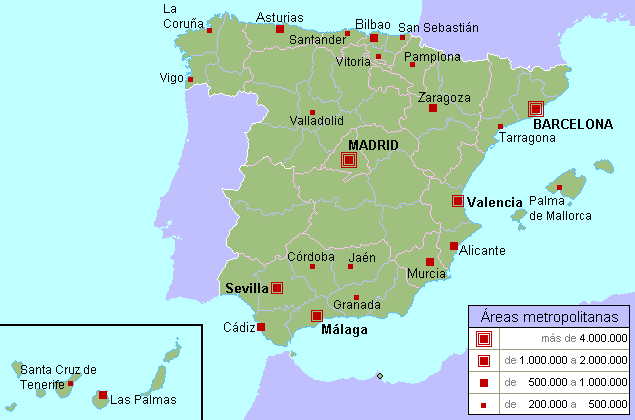
Metropolitní oblasti ve Španělsku

|    | Největší města | Počet obyvatel (2006) |
| -- | -------------- | --------------------- |
| 1. | Madrid         | 3 128 600             |
| 2. | Barcelona      | 1 605 602             |
| 3. | Valencia       | 805 403               |
| 4. | Sevilla        | 704 414               |
| 5. | Zaragoza       | 649 181               |

|    | Největší metropolitní oblasti | Odhad počtu obyvatel |
| -- | ----------------------------- | -------------------- |
| 1. | Madrid                        | 5 883 521 5 179 900  |
| 2. | Barcelona                     | 4 474 919 3 905 300  |
| 3. | Valencia                      | 1 664 663 1 407 100  |
| 4. | Sevilla                       | 1 332 669            |
| 5. | Bilbao                        | 949 939              |

#### Architektura měst
V centrech španělských měst se lze setkat se stopami různých kultur:

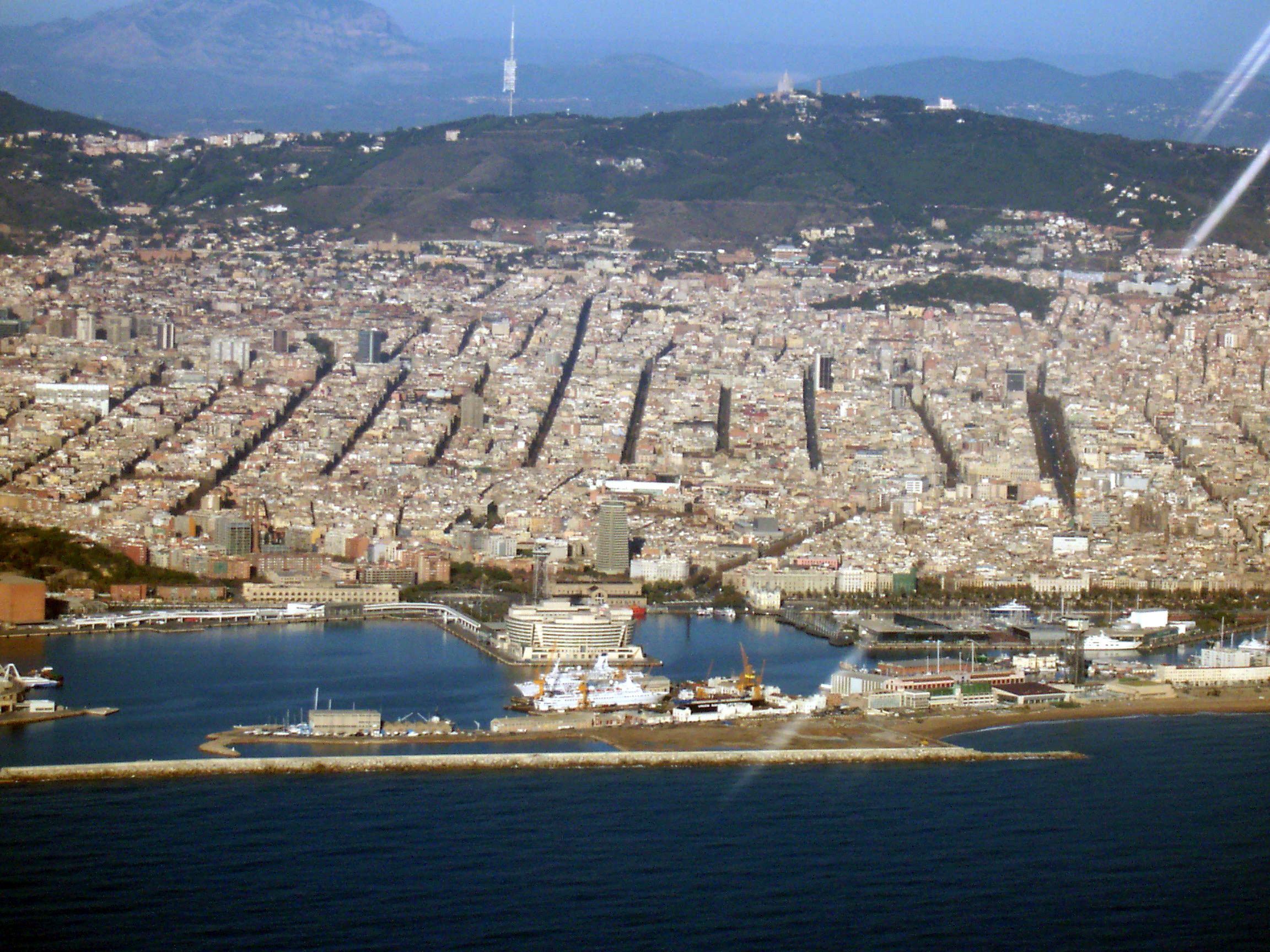
Čtvrť Eixample v Barceloně

- Na některých místech je patrný vliv Římanů (akvadukt v Segovii, most v Córdobě, hradby v Lugu, zbytky budov v Toledu a Tarragoně). S tímto vlivem se lze setkat i v dalších částech Středomoří.
- Arabsko-muslimský vliv je zřejmý zejména v Andalusii. Mešity (přestavěné na kostely v období reconquisty) a opevněné paláce (alkazary) jsou součástí městské zástavby Sevilly, Toleda (mešita Bab Mardum, dnešní kostel Cristo de la Luz) nebo Córdoby (Velká mešita).
- Vliv středověku: v některých městech se zachovaly hradby a ve středověku na Pyrenejský poloostrov pronikla gotická architektura z Francie.
- V období „zlatého věku“ (za vlády Karla V. a Filipa II.) se vzhled španělských měst měnil díky přísunu vzácných kovů z kolonií. Roku 1561 Filip II. přesunul královský dvůr do Madridu.
- S rysy moderního urbanismu se lze setkat zvláště v Barceloně: v 19. století vypracoval Ildefons Cerdà projekt na výstavbu čtvrti Eixample.

### Hospodářství
Značná část španělského území není zemědělsky využívána z důvodu sucha.
Pro zemědělství se hodí přibližně 40 % území.
Kvalita půdy je většinou nízká a pouze na zhruba 10 % území může být považována za výbornou.
Vážným problémem je eroze půdy, zejména na suchých planinách v Kastilii – La Mancha.
V Pyrenejích a v celé severní části země s oceánským podnebím se praktikuje chov dobytka.
V autonomních oblastech Aragonie a Kastilie a León převládá pěstování obilí.
Na jihu a na východě se pěstují středomořské a komerční plodiny a provádí se zavlažování půdy.
Španělsko vyváží citrusy a rané ovoce a zeleninu do zbývajících částí Evropy.

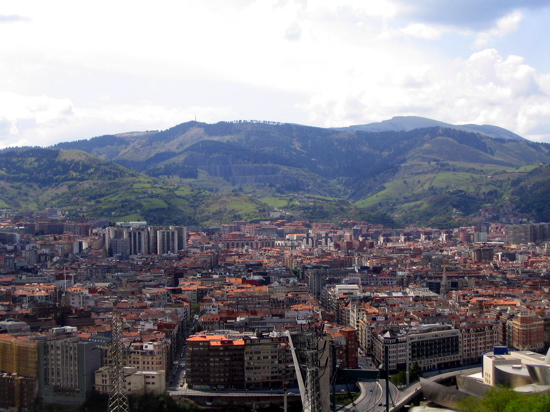
Bilbao

Nejdynamičtější průmyslové oblasti se nacházejí kolem Madridu a Barcelony.
Dalšími průmyslovými centry jsou Zaragoza a Valencie.
Těžký průmysl se rozvíjel v oblasti Gijónu a Bilbaa na pobřeží Atlantiku.
Po několikaleté krizi, která se v Bilbau projevila snížením počtu obyvatel (z 433 000 v roce 1981 na 352 000 v roce 2004), prochází toto město obdobím obnovy.
Přechod města k terciéru symbolizuje Guggenheimovo muzeum.
Významní výrobci aut působí ve Valladolidu (Renault), ve Vigu (Peugeot), v Martorellu (Seat) nebo ve Valencii (Ford).
V Getafe, Illescas a Puerto Real se vyrábějí součásti letadel Airbus.
Španělsko má otevřenou ekonomiku od 60. let 20. století a zvláště po svém vstupu do EHS roku 1986.
Madrid je hlavním univerzitním a obchodním centrem, terciér je však rozvinutý také v Barceloně.
Roku 1992 se v Barceloně konaly olympijské hry.
Španělsko je po Francii druhou turisticky nejnavštěvovanější zemí světa (roku 2005 jej navštívilo 55,6 miliónů zahraničních turistů).
K turistickému ruchu má dobré podmínky – středomořské pobřeží nabízí pláže a turistická letoviska (Marbella, Malaga, Benidorm, Palma de Mallorca).
Důsledky turistického ruchu jsou značné – je to důležitý zdroj příjmů, na druhou stranu však vede k zabetonování pobřeží a k vodohospodářským problémům.
Turisté navštěvují rovněž města s bohatým kulturním dědictvím (Segovia, Santiago de Compostela, Ávila, Cáceres, Salamanca, Toledo, Córdoba, Alcalá de Henares).

### Správní rozdělení
Španělsko se dělí na 17 autonomních společenství a 2 autonomní města, dále pak na 50 provincií.
| - Andalusie - Aragonie - Asturie - Baleárské ostrovy - Baskicko - Extremadura - Galicie - Kantábrie - Kanárské ostrovy - Kastilie a León |  | - Kastilie – La Mancha - Katalánsko - La Rioja - Madrid - Murcie - Navarra - Valencie - Ceuta - Melilla |